# 峠の我が家
『峠の我が家』（とうげのわがや、原題：Home on the Range）は、アメリカ合衆国の民謡で、カンザス州の州歌。『この地の我が家』『平原の我が家』などの訳題もある。

## 概要
原題「Home on the Range」のthe Rangeは（山脈あるいは山地ではなく）「この地」あるいは「平原」と理解するのが正しい。歌詞の内容、特にバッファローがうろつく場所は平原であり、作詞者がいたカンザス州はまさに大平原で、山と呼ばれるところや峠は皆無である。カンザス州の最高峰サンフラワー山（標高1,231 m）は本物の山では無いとされる。すなわち、ミシシッピ川流域からロッキー山脈の麓（コロラド州）へ向けて、大平原が極めて緩やかに傾斜しており、カンザス州の平原西端が標高1,000mを超えている状態である。
歌詞は、1870年代初めにカンザス州スミス郡のブリュースター・M・ヒグリー（Brewster M. Higley）が書いた「西部の我が家」（My Western Home）という詩からのもので、1873年に「おお、バッファローがうろつく地に我が家を与えよ」（Oh, Give Me a Home Where the Buffalo Roam）という題名で『スミス・カウンティ・パイオニア』紙に掲載された。そして、ヒグリーの友人のダニエル・E・ケリーがそれに曲を付けた。ヒグリーによる元々の歌詞は今日のものに似ているが、まったく同一ではない。
この歌は、入植者やカウボーイらによって歌われ、様々な形でアメリカ中に広まった。20世紀初頭には、しばしばこの曲の作曲家とされることもあるテキサス州の作曲家デイヴィッド・ギオン（David Guion）によって編曲された。カンザス州は1947年6月30日にこの曲を公式に州歌とした。
1998年に発売されたセイコーファンタジアRE540Mでは、ED曲として使われている。
メロディーIC SVM7910I、SVM7975C0Bなどに内蔵されている。

## みんなのうた
NHKの『みんなのうた』では『峠のわが家』のタイトルで1966年に中山知子が訳詞、石丸寛が編曲、岩崎進が歌を担当したものが放送された。1968年には中山訳詞・石丸編曲はそのままで、歌は岩崎の他に、新たに東京マイスタージンガーが加わったものが放送された。